# Xanthorrhoea nana
Xanthorrhoea nana är en grästrädsväxtart som beskrevs av D.A.Herb. Xanthorrhoea nana ingår i släktet Xanthorrhoea och familjen grästrädsväxter. Inga underarter finns listade i Catalogue of Life.